# Larisa Korobeynikova
Larisa Victorovna Korobeynikova, née le 26 mars 1987 à Kourgan, est une escrimeuse russe pratiquant le fleuret.

## Carrière
Longtemps contrariée dans sa quête de médaille olympique par la concurrence russe, elle n'est sélectionnée en 2012 qu'en tant que remplaçante lors de l'épreuve par équipes et laissée de côté en 2016, où l'épreuve de fleuret dames par équipes n'est pas organisée, étant dans les deux cas la quatrième fleurettiste la mieux classée au classement mondial, malgré sa constance au plus haut niveau. Avec l'équipe nationale, elle décroche l'argent en 2012. Équipière modèle, elle décroche de nombreuses médailles mondiales et européennes avec son pays.
En 2020, elle est de nouveau la quatrième escrimeuse de Russie mais obtient la qualification individuelle en passant le processus de sélection russe. Lors de cette épreuve, elle obtient la médaille de bronze en battant notamment la no 3 mondiale Ysaora Thibus (15-13) sur son chemin. Battue sèchement par Lee Kiefer (no 4, 6-15) en demi-finale, elle se ressaisit en match de classement et domine de justesse la no 2, Alice Volpi (15-14) et laisse éclater son émotion sur la piste après cette consécration individuelle.

## Palmarès
- Jeux olympiques
  -  Médaille d'argent par équipes aux Jeux olympiques de 2012 à Londres
  -  Médaille de bronze aux Jeux olympiques de 2020 à Tokyo

- Championnats du monde d'escrime
  -  Médaille d'or par équipes aux championnats du monde d'escrime 2019 à Budapest
  -  Médaille d'or par équipes aux championnats du monde d'escrime 2016 à Rio de Janeiro
  -  Médaille d'or par équipes aux championnats du monde d'escrime 2011 à Catane
  -  Médaille d'argent par équipes aux championnats du monde d'escrime 2015 à Moscou
  -  Médaille d'argent par équipes aux championnats du monde d'escrime 2014 à Kazan
  -  Médaille d'argent par équipe aux championnats du monde d'escrime 2009 à Antalya
  -  Médaille de bronze par équipes aux championnats du monde d'escrime 2013 à Budapest

- Championnats d'Europe d'escrime
  -  Médaille d'or par équipes aux championnats d'Europe d'escrime 2019 à Düsseldorf
  -  Médaille d'or par équipes aux championnats d'Europe d'escrime 2016 à Toruń
  -  Médaille d'argent individuelle aux championnats d'Europe d'escrime 2015 à Montreux
  -  Médaille d'argent par équipes aux championnats d'Europe d'escrime 2015 à Montreux
  -  Médaille d'argent par équipes aux championnats d'Europe d'escrime 2014 à Strasbourg
  -  Médaille d'argent par équipes aux championnats d'Europe d'escrime 2011 à Sheffield
  -  Médaille de bronze individuelle aux championnats d'Europe d'escrime 2016 à Toruń
  -  Médaille de bronze individuelle aux championnats d'Europe d'escrime 2012 à Legnano
  -  Médaille de bronze par équipes aux championnats d'Europe d'escrime 2010 à Leipzig

## Classement en fin de saison
| Année | 2005 | 2006 | 2007 | 2008 | 2009 | 2010 | 2011 | 2012 | 2013 | 2014 | 2015 | 2016 | 2017 | 2018 | 2019 | 2020 |
| ----- | ---- | ---- | ---- | ---- | ---- | ---- | ---- | ---- | ---- | ---- | ---- | ---- | ---- | ---- | ---- | ---- |
| Rang  | 123  | 233  | 137  | 50   | 22   | 15   | 24   | 31   | 5    | 9    | 7    | 15   | 135  | 62   | 10   | 15   |